# Tarlola
Tarlola is een bestuurslaag in het regentschap Mandailing Natal van de provincie Noord-Sumatra, Indonesië. Tarlola telt 550 inwoners (volkstelling 2010).